# In zir par sunèe - Vol. 1
In zir par sunèe Vol. 1 è il tredicesimo album discografico del cantautore italiano Max Arduini, Il disco è stato pubblicato in formato digitale il primo gennaio 2022.

## Tracce
Testi e musiche di Max Arduini, eccetto dove indicato.
1. La settima casa  (Live)
2. Gli anziani (Live) (testo: Max Arduini, Riccardo Pellegrini – musica: Max Arduini)
3. Dove mi porta l'istinto (Live)
4. Colpo smarrito  (Live)
5. Notte romagnola  (Live)
6. Lucifero rem  (Live)
7. TencoVive! (Live)
8. La carne di Yvonne  (Live)
9. Ho capito un po' di cose  (Live)
10. Che coss'è L'amor  (Live) (testo: Vinicio Capossela – musica: Vinicio Capossela)